# 宮島口フェリー乗り場
宮島口フェリー乗り場（みやじまぐちフェリーのりば）は、広島県廿日市市宮島口にあるJR西日本宮島フェリーおよび宮島松大汽船の係留施設である。
厳島港宮島口地区（広島県管理の地方港湾）の旅客施設である。

## 乗り入れ航路
JR西日本宮島フェリー・宮島松大汽船ともに、宮島桟橋との間に定期航路が設定されている。

## 歴史
広島県の実業家早速勝三により、鉄道駅開業の同日の1897年（明治30年）9月25日に桟橋が設置された。所有者が幾度か変わった後 1903年（明治36年）3月に山陽鉄道の航路になった。1906年（明治39年）12月1日の国有化。1987年（昭和62年）4月1日の分割民営化。そして、2009年（平成21年）4月1日の連絡船会社の分社化を経て現在に至っている。

### 年表
- 1897年（明治30年）9月25日 - 広島県の実業家早速勝三により宮島連絡船開設。その時に桟橋も開業する。
- 1903年（明治36年）3月 - 山陽鉄道が宮島航路を買収し、鉄道連絡船とする。
- 1906年（明治39年）12月1日 - 山陽鉄道が国有化される。
- 1947年（昭和22年）12月5日 - 昭和天皇の戦後巡幸。昭和天皇がお召し艇（七浦丸）に乗船。町民らが奉迎を行う[1]。
- 1983年（昭和58年）4月28日 - 国鉄の旅客ターミナルが改築される[2]。
- 1987年（昭和62年）4月1日 - 国鉄分割民営化により、国鉄の航路が西日本旅客鉄道に移管。
- 2009年（平成21年）4月1日 - JR西日本の航路がJR西日本宮島フェリーに移管。
- 2014年（平成26年）8月から10月 - 新旅客ターミナル予定地の埋め立て工事のため、順次仮桟橋に移転[3]。
- 2016年（平成28年）12月5日 - 新桟橋供用開始[3]。
- 2020年（令和2年）2月29日 - 新旅客ターミナル供用開始[3]。
- 2023年（令和5年）9月13日 - 宮島訪問税（同年10月1日徴収開始）に対応した自動改札機を導入。JR西日本宮島フェリーは、宮島口での改札業務を開始[4]。

## 構造
JR西日本宮島フェリー、宮島松大汽船ともに、交通系ICカード全国相互利用サービスに対応する10種類の交通系ICカードが利用できる。宮島訪問税徴収に対応したICOCAシステムの自動改札機が導入されており、全国相互利用対象の10種類のカードが利用できる。2025年3月まで利用可能だったPASPYは自動改札機が利用できず、両社とも有人改札のカードリーダーで対応していた。
なお、自動改札機導入前のJR西日本宮島フェリーは下船時に宮島桟橋で改札を行っていたため、宮島口ではきっぷ売場（窓口・券売機）はあるが改札業務は行っていなかった。

### 現行
旅客ターミナル・桟橋ともにJR西日本宮島フェリーと宮島松大汽船が共同で使用し、両者の乗り場が隣り合う。桟橋は陸地と4本のブリッジで結ばれ、外側2本が自動車、内側2本が旅客の乗降に使われる。JR西日本宮島フェリーが南側2本、宮島松大汽船が北側2本を使用する。旅客ターミナル北側に広電建設が運営する商業施設「etto」が隣接する。
- 桟橋
- 桟橋の通路。奥がターミナル、手前が船着き場
- 移設後の宮島口桟橋を海側より
- JR西日本宮島フェリー乗船口（自動改札機・改札口設置前）
- 宮島松大汽船乗船口（自動改札機設置前）

### 工事中（2020年2月28日まで）
2014年8月から10月にかけて順次仮設桟橋に移転、2016年12月5日に新桟橋の供用が開始されるまで使用された。旅客ターミナルは2020年2月29日に新旅客ターミナルの供用が開始されるまで従前のものが使用された。

### 旧乗り場（2014年8月20日まで）
旅客ターミナルはJR西日本宮島フェリーが南側、宮島松大汽船が北側に別々に設置しており、桟橋はJR西日本宮島フェリー用が1つ、宮島松大汽船用が2つ（一般・カーフェリー）の計3つあった。
- JR西日本宮島フェリー旅客ターミナル
- JR西日本宮島フェリー桟橋
- JR西日本宮島フェリー乗船口
- 宮島松大汽船旅客ターミナル
- 宮島松大汽船桟橋
- 宮島松大汽船乗船口

## 周辺
周辺は厳島（宮島）への玄関口として、土産物店や名物のあなご飯屋・カキ小屋などが並ぶ。一方で、桟橋周辺には大型の広告看板が乱立し、2012年（平成24年）に策定された「廿日市市景観計画」の中では「国際的な観光地『宮島』の玄関口としては必ずしもふさわしくない色彩や規模の建築物や屋外広告物が見られる」と景観の阻害が指摘されている。
JR宮島口駅との間には国道2号（宮島街道）があるが、車両・歩行者ともに通行量が多いこともあり、地下横断歩道を設けて平面横断禁止としている。正月の初詣、GW、お盆、宮島水中花火大会（毎年8月14日）、紅葉などの行楽シーズンは周辺道路が大変な混雑となる。
国道2号から桟橋までの道路は広島県道43号厳島公園線の一部である。桟橋前のロータリーは天皇盃全国都道府県対抗男子駅伝競走大会の3区中継点となっており、放送などで「しゃもじコーナー」「しゃもじロータリー」の名前で呼ばれる。広島電鉄宮島線の広電宮島口駅はこのロータリー沿いにあり、JR西日本の宮島口駅よりも桟橋に近い。
2023年12月1日より、フェリー乗り場前にひろでんモビリティサービスが運行する広島空港行き直行バスが発着するようになった。

### アクセス
- 広電宮島口駅（広島電鉄宮島線 2号線） - 広電西広島（己斐）・紙屋町・八丁堀・広島駅方面
  - 市内中心部（原爆ドーム前停留場）から約50分、フェリー乗り場へ徒歩約1分[10]。1時間に6本以上運行されている。
- JR 宮島口駅（山陽本線） - 岩国・大野浦 / 西広島・横川・広島方面
  - 広島駅から約28分、フェリー乗り場へ徒歩約6分[11]。広島駅方面へ1時間に4本以上、岩国駅方面へ2本以上運行されている。
- 宮島口 バス停
  - 広島空港発着 ジャンボタクシー 宮島口空港線（ひろでんモビリティサービス）[12]
  - おおのハートバス[13] 沿岸ルート・西ルート